# Waldemar Winther

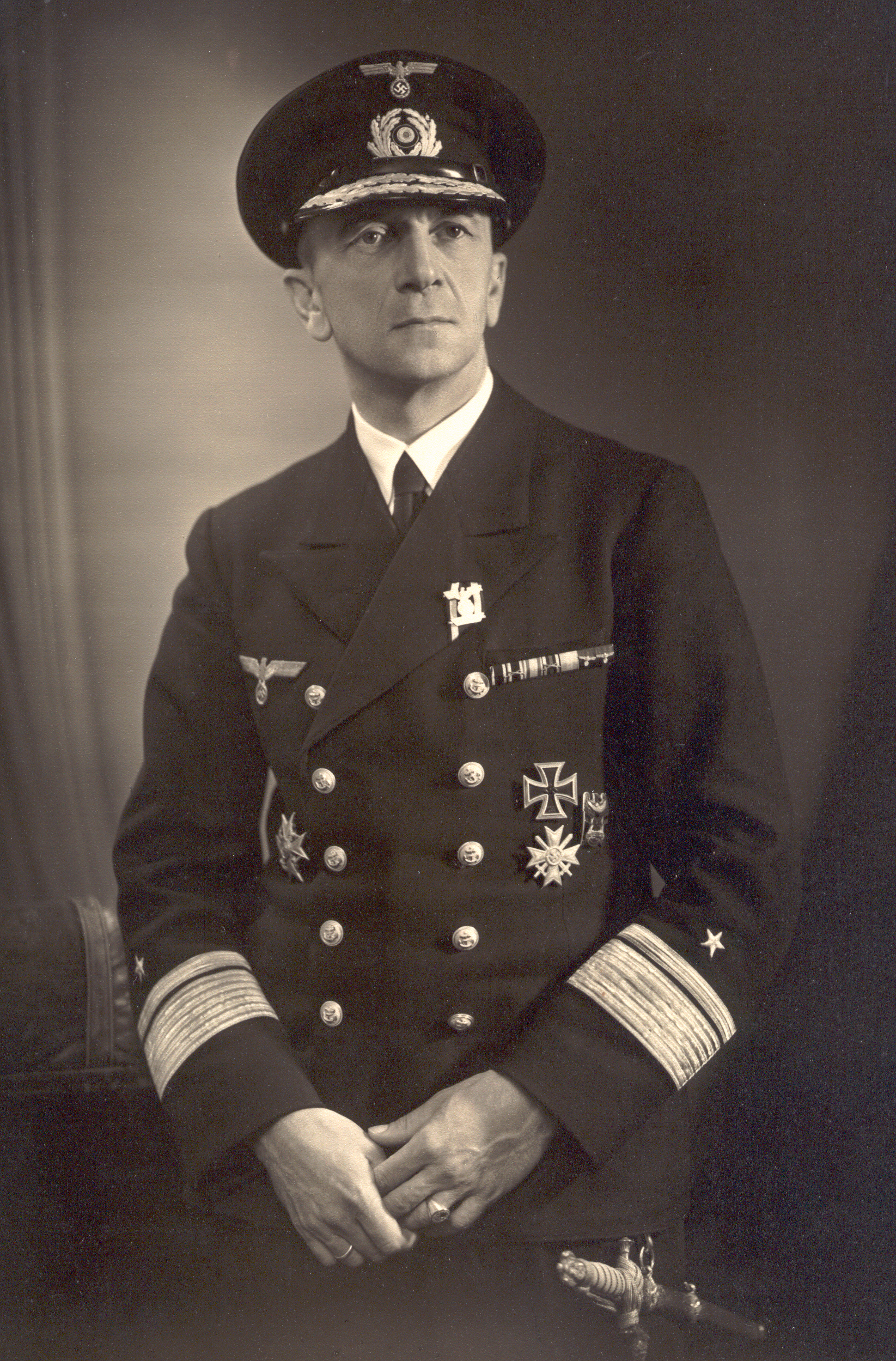
Konteradmiral Winther (1944)

Waldemar Winther (* 12. Juni 1897 in Gießen; † 6. April 1983 in Bremen) war ein deutscher Marineoffizier, zuletzt Konteradmiral der Kriegsmarine.

## Leben
Winther trat als Kriegsfreiwilliger in die Kaiserliche Marine. Die seemännische Ausbildung begann im April 1915 auf der Freya. Von August 1915 bis September 1918 fuhr er auf der König Albert. Anschließend durchlief er einen zweimonatigen Navigationskurs an der Marineschule Mürwik. In der Novemberrevolution wurde er zur Verfügung I. Marineinspektion gestellt. Im Herbst 1919 gehörte er knapp einen Monat zum Sturmbataillon unter Lothar von Arnauld de la Perière. Anschließend diente er fünf Monate in der Marine-Brigade von Loewenfeld.
Ab 1. Mai 1920 diente er in der Schiffstammdivision der Ostsee. Gut zwei Monate war er (wie zuvor mit Werner Scheer) als Ordonnanzoffizier beim Stab des Befehlshabers der Landstreitkräfte der Ostsee. Im Herbst 1921 war er an der Marineschule in Kiel-Wik. Am 16. Dezember 1921 kam er als Nachrichtenoffizier nach Stralsund. Von April bis Oktober 1923 war er Flaggleutnant zum Befehlshaber der Seestreitkräfte der Ostsee versetzt. Nach knapp anderthalb Jahren wurde er Wachoffizier auf dem Linienschiff Hannover. Von April 1925 bis Februar 1927 war er Adjutant bei der Reichsmarinewerft Wilhelmshaven. Vom 1. März 1927 bis zum 25. September 1928 war er Kommandant von M 134. Nach zwei Jahren auf dem Kreuzer Emden kam er als Lehrer an die Marineschule Mürwik. Im Juni 1932 wurde er als Verbindungsoffizier zum Wehrkreis II (Stettin) versetzt. Im Reichswehrministerium erlebte er die Aufstellung der Kriegsmarine.
Vom 30. September 1935 bis zum 26. Oktober 1937 fuhr er als Navigationsoffizier auf der Köln. Anschließend war er fünf Jahre Adjutant beim Stab der  Marinestation der Nordsee. Vom 25. Februar 1943 bis zum 16. April 1944 war er Chef der 1. Sicherungs-Division.
25. September 1942 bis 18. Februar 1943 Kommandant der Leipzig. Als Konteradmiral war er vom 17. April 1944 bis zum 24. September 1944 Kommandeur der Marineschule Mürwik. Anschließend Inspekteur Ausbildung, kam er am 22. Juli 1945 in britische Kriegsgefangenschaft. Am 17. April 1947 wurde er entlassen.

## Ehrungen
Beförderungen
- 1. November 1915 Bootsmannsmaat
- 24. Dezember 1915 Fähnrich zur See
- 17. Juni 1917 Leutnant zur See
- 10. Januar 1921 Oberleutnant zur See
- 1. Januar 1928 Kapitänleutnant
- 1. Oktober 1934 Korvettenkapitän
- 1. Oktober 1937 Fregattenkapitän
- 1. November 1939 Kapitän zur See
- 1. April 1943 Konteradmiral

- Eisernes Kreuz II. Klasse 1914
- Großherzoglich Hessische Tapferkeitsmedaille
- Schlesisches Bewährungsabzeichen II. bis I. Stufe
- Ehrenkreuz des Weltkrieges
- Wehrmacht-Dienstauszeichnung IV. bis II. Klasse
- Medalla de la Campaña
- Spanienkreuz in Silber (ohne Schwerter)
- Eisernes Kreuz I. Klasse 1939
- Wiederholungsspange zum EK II
- Kriegsverdienstkreuz II. Klasse mit Schwertern
- Kriegsverdienstkreuz I. Klasse mit Schwertern